# Garevica
Garevica (szerbül: Гаревица) horvát falu Bosznia-Hercegovinában, a Szerb Köztársaságban, Oštra Luka községben.

## Fekvése
Bosznia-Hercegovina nyugati részén, Banja Lukától légvonalban 52, közúton 77 km-re nyugatra, Prijedortól légvonalban 22, közúton 28 km-re délnyugatra, községközpontjától  légvonalban 11, közúton 27 km-re nyugatra fekvő dombos, erdős területen, a Majdan-hegység lejtőin és a Garevički-patak völgyében fekszik.	

## Népessége
| Nemzetiségi csoport | Népesség 1991 | Népesség 2013 |
| ------------------- | ------------- | ------------- |
| Szerb               | 9             | 4             |
| Bosnyák             | 0             | 0             |
| Horvát              | 129           | 15            |
| Jugoszláv           | 0             | 0             |
| Egyéb               | 1             | 0             |
| Összesen            | 139           | 19            |

## Története
Garevica 1878-ig tartozott az Oszmán Birodalomhoz, majd az Osztrák-Magyar Monarchia része lett. A monarchia szétesésével 1918-ben előbb a Szerb-Horvát-Szlovén Királyság, majd 1929-től a Jugoszláv Királyság része. Jugoszlávia megszállása után a falu a Független Horvát Állam (NDH) része lett. 1945-től a település a szocialista Jugoszlávia része volt. 1963-ig Ljubija községhez tartozott. Ezután Sanski Most község része lett. A boszniai háború idején a falu a Szerb Köztársaság Hadseregének (VRS) ellenőrzése alá került. A szerb fegyveresek két horvát lakost megöltek, a többi horvát elmenekült a faluból. A többség Horvátországba menekült. Közülük a háború után csak kevesen tértek vissza. 1995-tól Oštra Luka községhez tartozik.